# 은저라
은저라(암하라어: እንጀራ) 또는 따이타(티그리냐어: ጣይታ)는 에티오피아와 에리트레아의 납작빵이다. 테프가루로 만든 발효빵으로 신맛이 나며, 워뜨 등과 함께 주식으로 먹는다. 버야이너투를 구성하기도 한다. "도로 워뜨와 은저라"가 에티오피아의, "즈그니와 따이타"가 에리트레아의 국민 음식 가운데 하나이기도 하다.

## 종류
은저라는 사용된 테프가루의 색에 따라 흰 테프가루를 쓴 "너쯔(ነጭ)", 검은 테프가루를 쓴 "뜨꾸르(ጥቁር)" 또는 붉은 테프가루를 쓴 "꺼이(ቀይ)", 혼합된 가루를 쓴 "서르거냐(ሰርገኛ)"로 구분한다. 때에 따라 밀가루나 보리가루, 쌀가루 등을 섞기도 한다.

## 만들기
"에르쇼(ኤርሾ)"라 불리는 발효종을 먼저 만든다. 테프가루와 미지근한 물을 1:2로 섞어 실온에서 사흘 정도 발효시키면 녹말층과 수분층이 분리되고 위에 거품이 뜬다. 거품을 제거하고 수분층을 버리면 발효종이 완성된다. 발효가 끝나면 발효종에 테프가루를 더 넣고 물을 천천히 부어 섞어 반죽하며, 되직한 반죽물을 용기에 담고 그 위에 물을 약간 부어 다시 발효시킨다. 위에 거품이 뜨면 제거하며, 발효가 완료되면 물은 버린다. 완성된 반죽은 "리뜨(ሊጥ)"라 부른다. 리뜨의 일부로 "아브시트(አብሲት)"를 만드는데, 반죽을 떠서 뜨거운 물과 1:2로 섞어 저으며 끓인다. 익으면 찬물을 타 미지근하게 만든 뒤 리뜨에 다시 부어 사흘 간 더 발효시킨다. 발효가 완성된 리뜨는 므따드에 부어 얇게 굽는다. 익으면서 거품이 올라와 표면에 구멍이 송송 나며, 벌집 같은 무늬가 생긴다.

## 사진

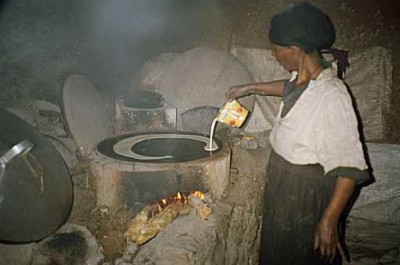
은저라를 굽는 모습
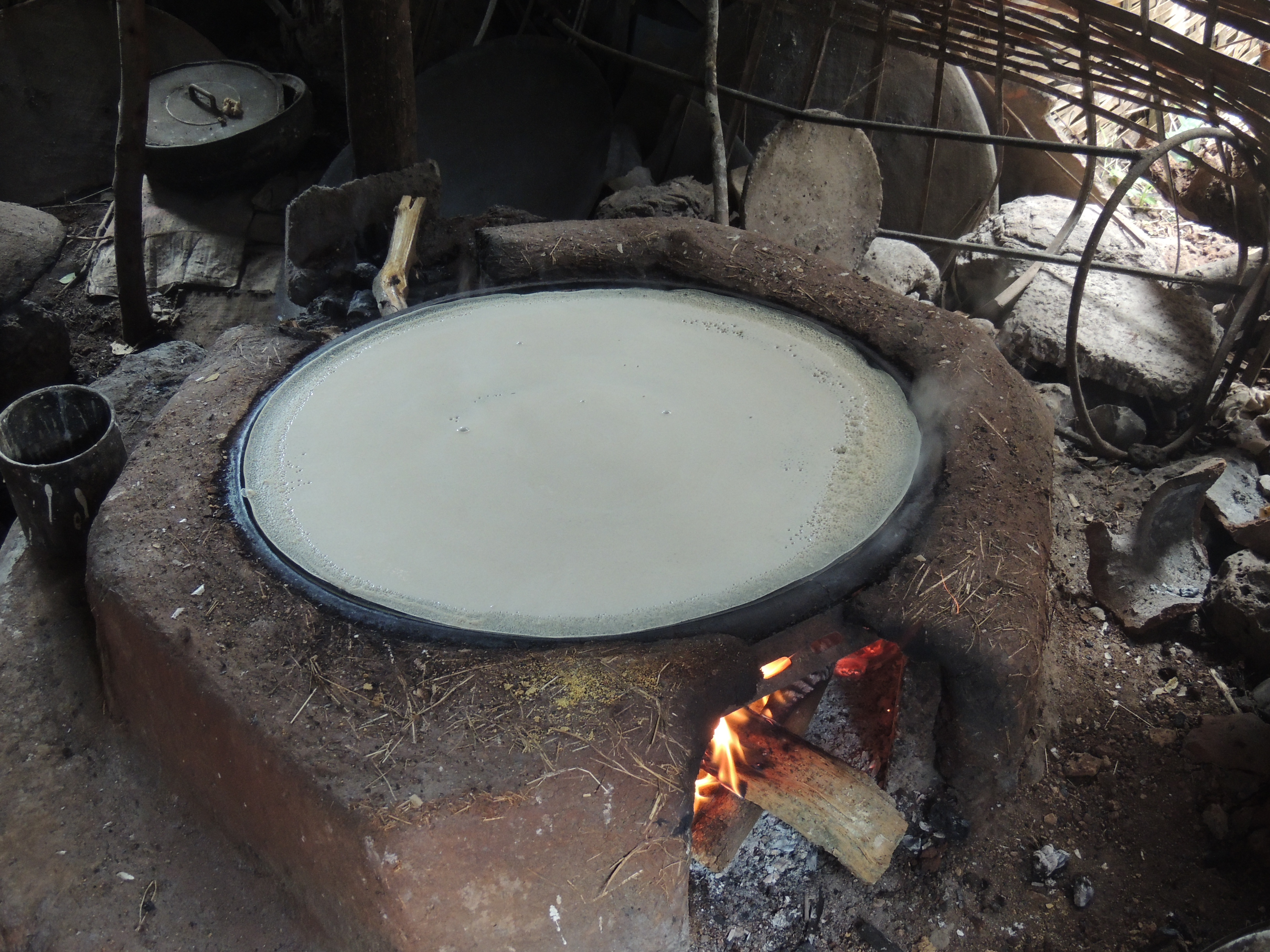
므따드에서 구워지는 은저라
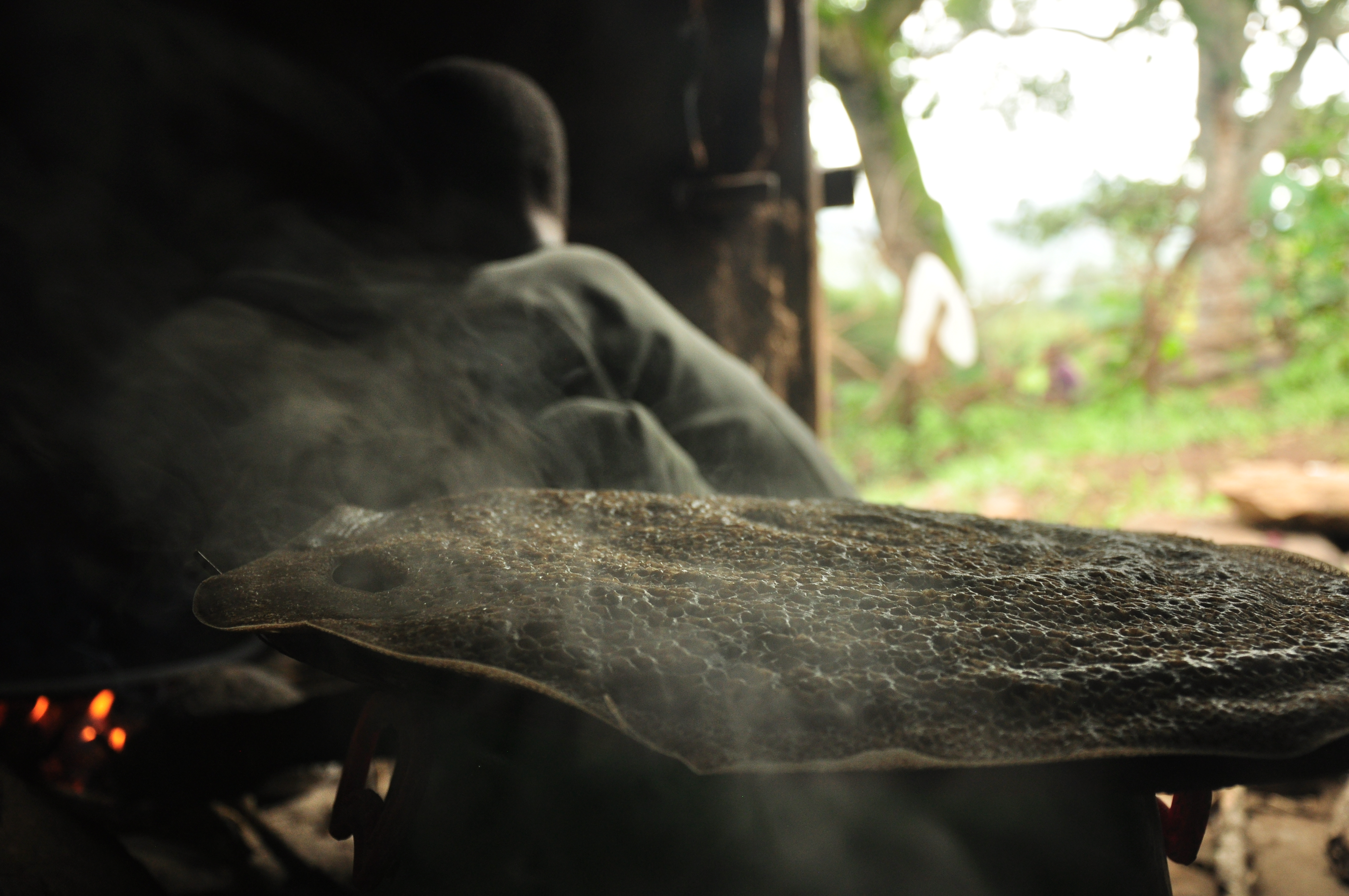
갓 구워진 은저라
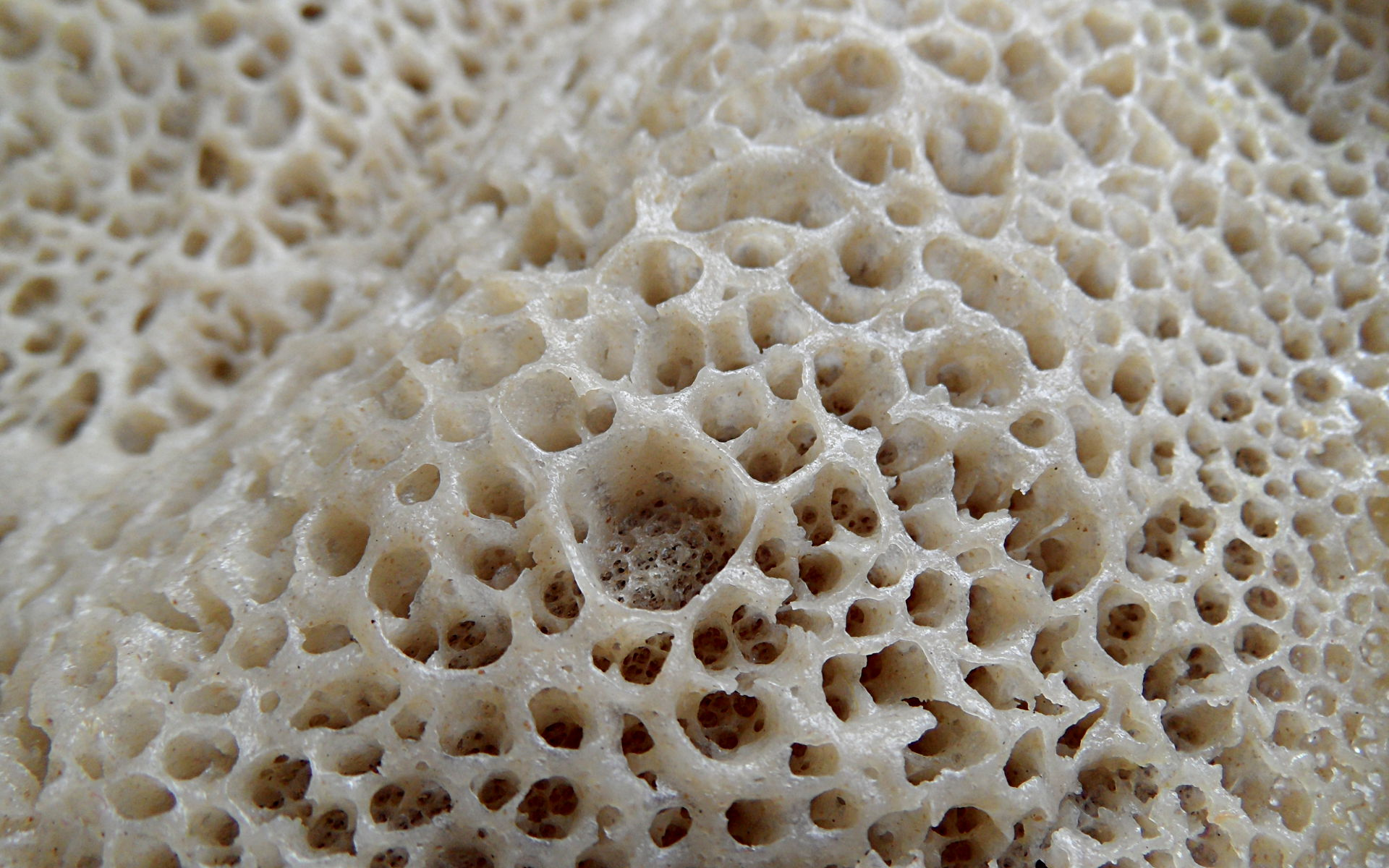
은저라 표면

## 같이 보기
- 끼따
- 라허흐
- 키스라
- 흠바샤